# Polariteit (moleculaire biologie)

De suikergroep in nucleïnezuren heeft een 5'-eind en een 3'-eind. DNA en RNA worden altijd in de 5'→3'-richting gesynthetiseerd.

Polariteit (Engels: directionality) is in de moleculaire biologie de chemische oriëntatie van een nucleïnezuur. Als men de koolstofatomen van de suikergroep in DNA- of RNA-keten telt, valt op dat de hydroxylgroep altijd aan het derde koolstofatoom vastzit, en de fosfaatgroep aan het vijfde koolstofatoom. De gehele nucleotideketen krijgt hierdoor twee verschillende uiteinden: een zogenaamd 3'-eind en een 5'-eind. Genetici gebruiken deze aanduidingen om de leesrichting van een DNA of RNA-sequentie op een consistente manier aan te geven.
Om basenparing mogelijk te maken, moeten twee nucleotideketens in omgekeerde richting tegenover elkaar liggen. Met andere woorden, de polariteit van de ene streng is tegengesteld aan die van de andere streng. De strengen liggen antiparallel tegenover elkaar. Dit is het geval in de dubbelstrengse DNA-helix, maar ook bij de hybridisatie van andere complementaire nucleïnezuren.
In levende cellen worden nucleïnezuren altijd in de richting van 5' naar 3' gesynthetiseerd. De reden hiervoor is dat polymerases een nucleotide alleen kunnen aanhaken aan de hydroxylgroep (3'-kant) van een nucleotide die al is ingebouwd. Dit gebeurt bij zowel de DNA-replicatie als bij de transcriptie. Per conventie worden DNA-sequenties ook altijd in de 5' naar 3'-richting weergegeven.